# Gypsophila litwinowii
Gypsophila litwinowii är en nejlikväxtart som beskrevs av K.-pol. Gypsophila litwinowii ingår i släktet slöjor, och familjen nejlikväxter. Inga underarter finns listade i Catalogue of Life.